# 黑鮪
黑鮪又名黑巴鰹（学名：Euthynnus lineatus）為輻鰭魚綱鱸形目鯖亞目鯖科的其中一種，分布於東太平洋區，從美國加州至秘魯北部海域，棲息深度可達40公尺，體長可達84公分，棲息在沿岸表層水域，成群活動，屬肉食性，可作為食用魚、遊釣魚。
其种加词“Lineatus”意为“线形的”。